# Таннерус (лунный кратер)
Кратер Таннерус (лат. Tannerus) — крупный ударный кратер в южном полушарии видимой стороны Луны. Название присвоено в честь австрийского математика Адама Таннера (1572—1632) и утверждено Международным астрономическим союзом в 1935 г. 

## Описание кратера

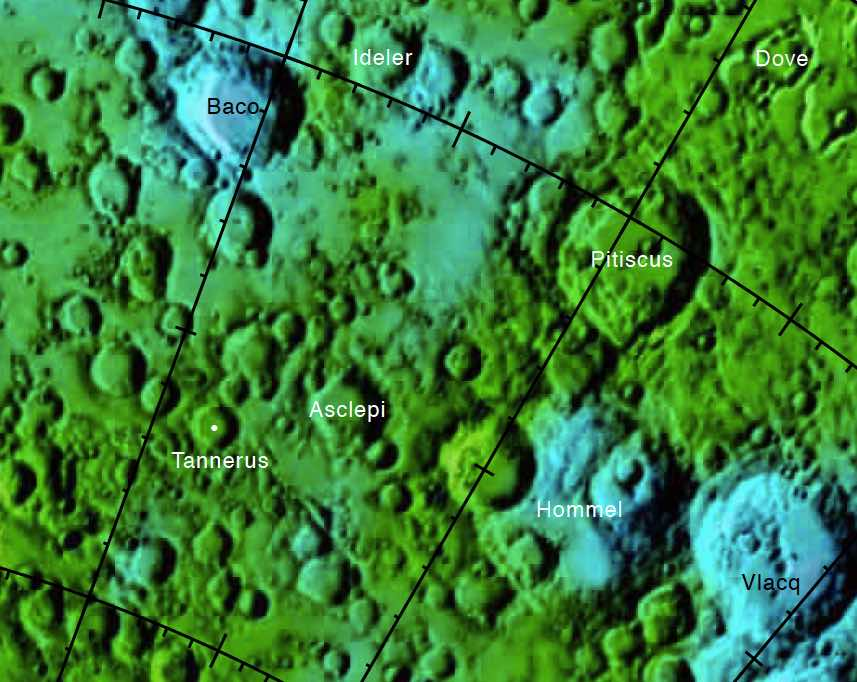
Окрестности кратера Таннерус. Фрагмент карты района южного полюса Луны.

Ближайшими соседями кратера Таннерус являются кратер Якоби на западе; кратер Бэкон на севере-северо-западе; кратер Асклепий на северо-востоке и кратер Кинау на юго-западе. Селенографические координаты центра кратера 56°26′ ю. ш. 21°55′ в. д. / 56,44° ю. ш. 21,92° в. д., диаметр 28,1 км, глубина 2280 м.
Кратер Таннерус имеет близкую к циркулярной форму и умеренно разрушен.  Вал несколько сглажен, но сохранил достаточно четкие очертания. К северной части вала примыкает сателлитный кратер Таннерус P. Внутренний склон вала гладкий, в северной и восточной части отмечен несколькими мелкими кратерами. Высота вала над окружающей местностью достигает 890 м, объем кратера составляет приблизительно 520 км³. Дно чаши ровное, отмечено множеством мелких кратеров, по периметру чаши проходит борозда.

## Сателлитные кратеры

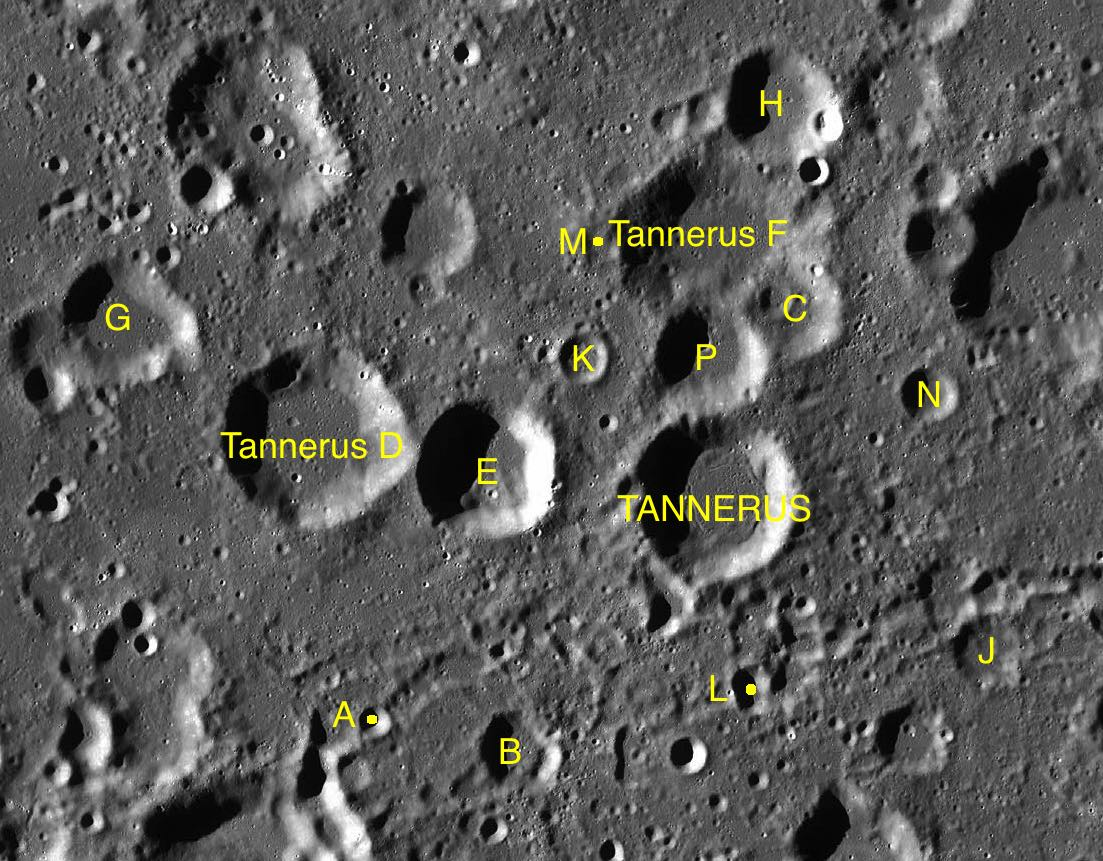
Фрагмент карты LAC-127.

| Таннерус | Координаты                                            | Диаметр, км |
| -------- | ----------------------------------------------------- | ----------- |
| A        | 57°34′ ю. ш. 18°14′ в. д. / 57,56° ю. ш. 18,23° в. д. | 5,4         |
| B        | 57°47′ ю. ш. 19°44′ в. д. / 57,79° ю. ш. 19,73° в. д. | 14,0        |
| C        | 55°25′ ю. ш. 22°48′ в. д. / 55,42° ю. ш. 22,8° в. д.  | 15,6        |
| D        | 55°56′ ю. ш. 17°56′ в. д. / 55,93° ю. ш. 17,93° в. д. | 31,6        |
| E        | 56°12′ ю. ш. 19°38′ в. д. / 56,2° ю. ш. 19,64° в. д.  | 25,0        |
| F        | 54°58′ ю. ш. 22°02′ в. д. / 54,97° ю. ш. 22,04° в. д. | 35,7        |
| G        | 55°09′ ю. ш. 16°10′ в. д. / 55,15° ю. ш. 16,17° в. д. | 21,6        |
| H        | 54°15′ ю. ш. 22°44′ в. д. / 54,25° ю. ш. 22,74° в. д. | 20,2        |
| J        | 57°21′ ю. ш. 24°43′ в. д. / 57,35° ю. ш. 24,71° в. д. | 12,7        |
| K        | 55°38′ ю. ш. 20°41′ в. д. / 55,63° ю. ш. 20,68° в. д. | 8,3         |
| L        | 57°32′ ю. ш. 22°12′ в. д. / 57,54° ю. ш. 22,2° в. д.  | 8,5         |
| M        | 55°00′ ю. ш. 20°55′ в. д. / 55° ю. ш. 20,91° в. д.    | 6,2         |
| N        | 55°55′ ю. ш. 24°07′ в. д. / 55,91° ю. ш. 24,12° в. д. | 9,8         |
| P        | 55°40′ ю. ш. 21°56′ в. д. / 55,66° ю. ш. 21,94° в. д. | 19,2        |

## См.также
- Список кратеров на Луне
- Лунный кратер
- Морфологический каталог кратеров Луны
- Планетная номенклатура
- Селенография
- Минералогия Луны
- Геология Луны
- Поздняя тяжёлая бомбардировка